# Аделрам II фон Мюлхам
Аделрам II фон Мюлхам (на немски: Adelram II von Mühlham; † сл. 1163) е благородник от Мюлхам (днес част от град Остерхофен) в Бавария.

## Произход
Той е син на Мацили II фон Шаунберг († сл. 1130) и внук на Мацили I фон Мюлхам († сл. 1103). Внуците му са издигнати на графове фон Халс.

## Фамилия
Аделрам II фон Мюлхам има децата:
- Аделрам III фон Утендорф († сл. 1210), женен за Елизабет фон Ибм († сл. 1210)
- Аделберт III фон Халс († 18 април 1197/1199), женен за Леукард фон Рандек († сл. 1212), синовете му са графове фон Халс
- Валхун II фон Кам († 11 февруари вер. 1223)
- Бурхард фон Кам († 1189/1190)